# Galerucella umbrolineata
Galerucella umbrolineata là một loài bọ cánh cứng trong họ Chrysomelidae. Loài này được Laboissiere miêu tả khoa học năm 1929.